# Imaginary Day Live
Imaginary Day Live – muzyczna płyta DVD wydana w 2001 roku. Stanowi prawie 80-minutowy zapis koncertu zespołu Pat Metheny Group w The Mountain Winery w Saratodze we wrześniu 1998 roku. Koncert odbył się na świeżym powietrzu. Płyta zawiera 10 utworów, które stanowią przeplatanie się muzyki. Prawie każdy utwór jest utrzymany w innej konwencji muzycznej.
Gatunki muzyczne, których można się dosłuchać na płycie to: łagodny i ostry rock, jazz czy łagodne nastrojowe ballady. Utwory skomponowali Pat Metheny i Lyle Mays. Wyjątek stanowią utwory "Into The Dream" i "Message To A Friend", które napisał sam Metheny.

## Lista utworów
1. Into The Dream (Metheny)
2. Follow Me (Metheny/Mays)
3. A Story Within The Story (Metheny/Mays)
4. Imaginary Day (Metheny/Mays)
5. Heat Of The Day (Metheny/Mays)
6. Across The Sky (Metheny/Mays)
7. The Roots Of Coincidence (Metheny/Mays)
8. Message To A Friend (Metheny)
9. September Fifteenth (Metheny/Mays)
10. Minuano(Six Eight) (Metheny/Mays)